# La Frénaye
La Frénaye est une commune française située dans le département de la Seine-Maritime en région Normandie.

## Géographie
|            | Lintot                   | Auberville-la-Campagne |
| Lillebonne | La Frénaye               | Touffreville-la-Cable  |
|            | Notre-Dame-de-Gravenchon |                        |

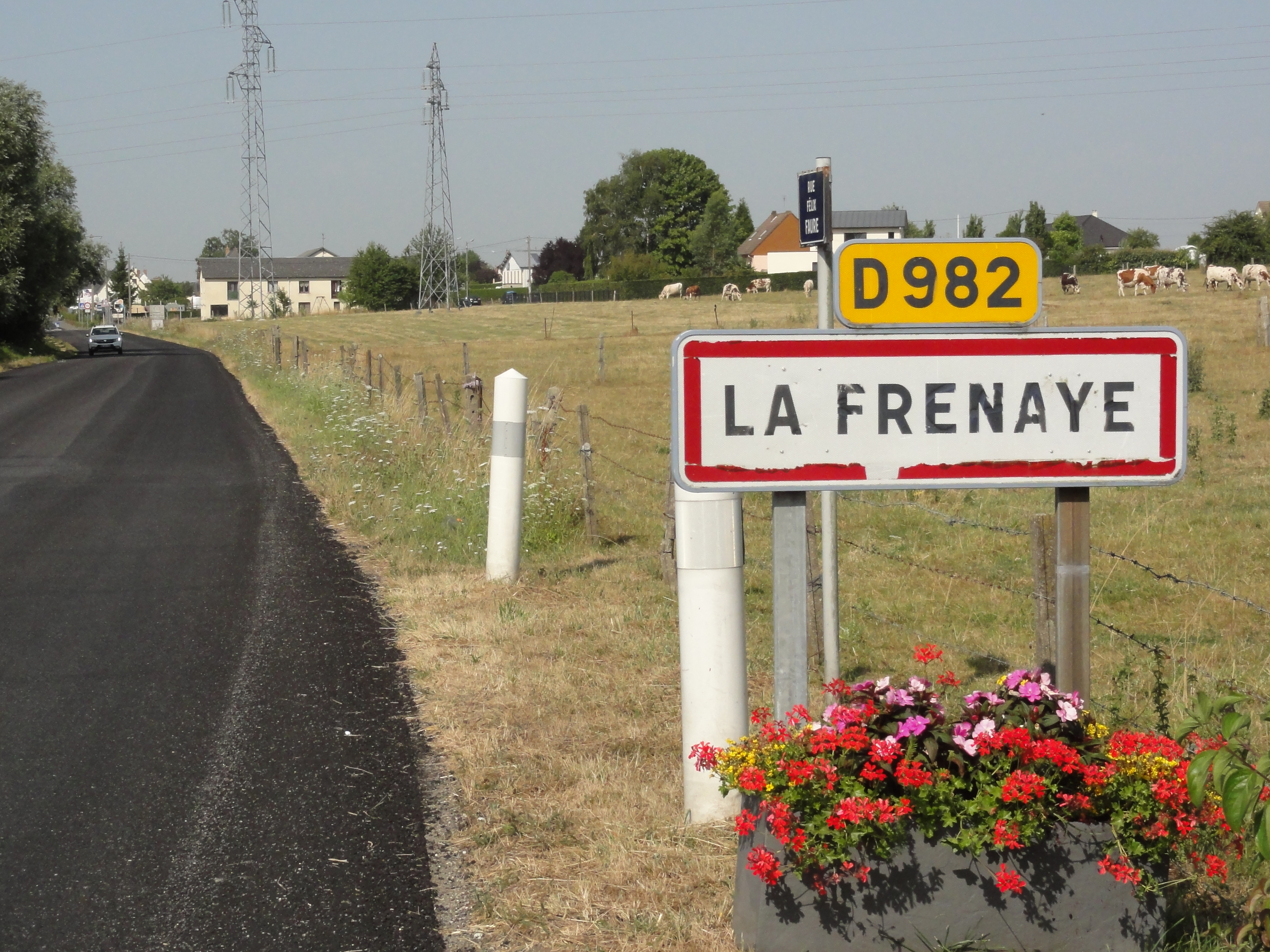
Entrée de La Frénaye.

La Frénaye est l'une des quatorze communes du canton de Notre-Dame-de-Gravenchon. Elle appartient aussi à la communauté de communes « Caux Vallée de Seine » (C.V.S.).
Par la route, elle est à peine moins éloignée de son chef-lieu d'arrondissement, Le Havre (45 km), que du chef-lieu de département, Rouen (50 km) mais, en l'état actuel des voies de communication, c'est la cité océane que l'on peut atteindre le plus rapidement.
D'une surface de 1 000 hectares, La Frénaye est sur le trajet du GR 2 venant de Triquerville, ce chemin de grande randonnée qui relie Les Andelys au Havre, escalade le vallon de Fontaineval, passe au pied du château d'eau proche du Bois du Parc, emprunte la sente Bayard et redescend vers Lillebonne par le sentier de la Valette.
Les communes limitrophes de La Frénaye sont : Lillebonne, Notre-Dame-de-Gravenchon, Auberville-la-Campagne, Lintot (qui fait partie du canton de Bolbec), Touffreville-la-Câble (du canton de Caudebec-en-Caux) et La Trinité-du-Mont. Ses coordonnées géographiques sont 49°32' de latitude nord et 0°34' de longitude est (au centre du village).
La commune de La Frénaye se situe à proximité du bord méridional du pays de Caux et, de ses hauteurs, la vallée de la Seine est visible vers le sud.
Troisième commune du canton de Lillebonne, La Frénaye est jumelée avec South-Wonston (Angleterre) et Untermaiselstein (Allemagne). La Frénaye est située à proximité de la plate-forme pétrochimique de Port-Jérome (Notre-Dame-de-Gravenchon - Lillebonne), à 30 km du Havre et 50 km de Rouen.

### Hydrographie
La commune est située dans le bassin Seine-Normandie. Elle n'est drainée par aucun cours d'eau,.

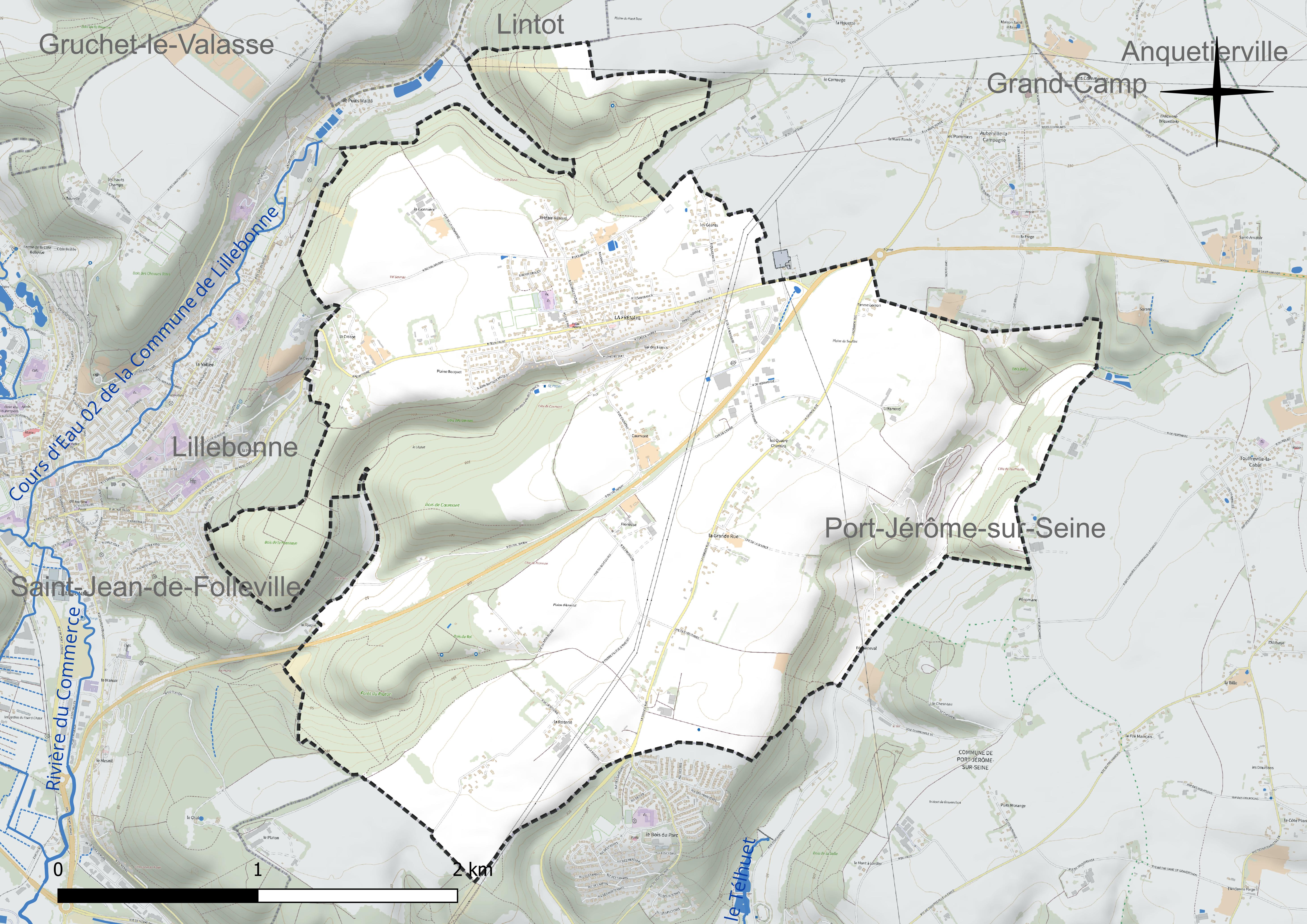
Réseau hydrographique de la Frénaye.

### Climat
Pour des articles plus généraux, voir Climat de la Normandie et Climat de la Seine-Maritime.
En 2010, le climat de la commune est de type climat océanique franc, selon une étude du CNRS s'appuyant sur une série de données couvrant la période 1971-2000. En 2020, Météo-France publie une typologie des climats de la France métropolitaine dans laquelle la commune est exposée à un climat océanique et est dans la région climatique Côtes de la Manche orientale, caractérisée par un faible ensoleillement (1 550 h/an) ; forte humidité de l’air (plus de 20 h/jour avec humidité relative > 80 % en hiver), vents forts fréquents. Parallèlement le GIEC normand, un groupe régional d’experts sur le climat, différencie quant à lui, dans une étude de 2020, trois grands types de climats pour la région Normandie, nuancés à une échelle plus fine par les facteurs géographiques locaux. La commune est, selon ce zonage, exposée à un « climat maritime », correspondant au Pays de Caux, frais, humide et pluvieux, légèrement plus frais que dans le Cotentin.
Pour la période 1971-2000, la température annuelle moyenne est de 10,2 °C, avec une amplitude thermique annuelle de 13,1 °C. Le cumul annuel moyen de précipitations est de 931 mm, avec 12,9 jours de précipitations en janvier et 8,6 jours en juillet. Pour la période 1991-2020, la température moyenne annuelle observée sur la station météorologique la plus proche, située sur la commune de Petiville à 8 km à vol d'oiseau, est de 12,0 °C et le cumul annuel moyen de précipitations est de 844,9 mm,. Pour l'avenir, les paramètres climatiques de la commune estimés pour 2050 selon différents scénarios d’émission de gaz à effet de serre sont consultables sur un site dédié publié par Météo-France en novembre 2022.

## Urbanisme

### Typologie
Au 1er janvier 2024, La Frénaye est catégorisée ceinture urbaine, selon la nouvelle grille communale de densité à sept niveaux définie par l'Insee en 2022.
Elle appartient à l'unité urbaine de Lillebonne, une agglomération intra-départementale regroupant quatre  communes, dont elle est une commune de la banlieue,,. Par ailleurs la commune fait partie de l'aire d'attraction de Lillebonne, dont elle est une commune de la couronne,. Cette aire, qui regroupe 6 communes, est catégorisée dans les aires de moins de 50 000 habitants,.

### Occupation des sols
L'occupation des sols de la commune, telle qu'elle ressort de la base de données européenne d’occupation biophysique des sols Corine Land Cover (CLC), est marquée par l'importance des territoires agricoles (57,5 % en 2018), en diminution par rapport à 1990 (61,6 %). La répartition détaillée en 2018 est la suivante : 
terres arables (36 %), forêts (32,2 %), zones agricoles hétérogènes (15,1 %), zones urbanisées (10,3 %), prairies (6,5 %). L'évolution de l’occupation des sols de la commune et de ses infrastructures peut être observée sur les différentes représentations cartographiques du territoire : la carte de Cassini (XVIIIe siècle), la carte d'état-major (1820-1866) et les cartes ou photos aériennes de l'IGN pour la période actuelle (1950 à aujourd'hui).

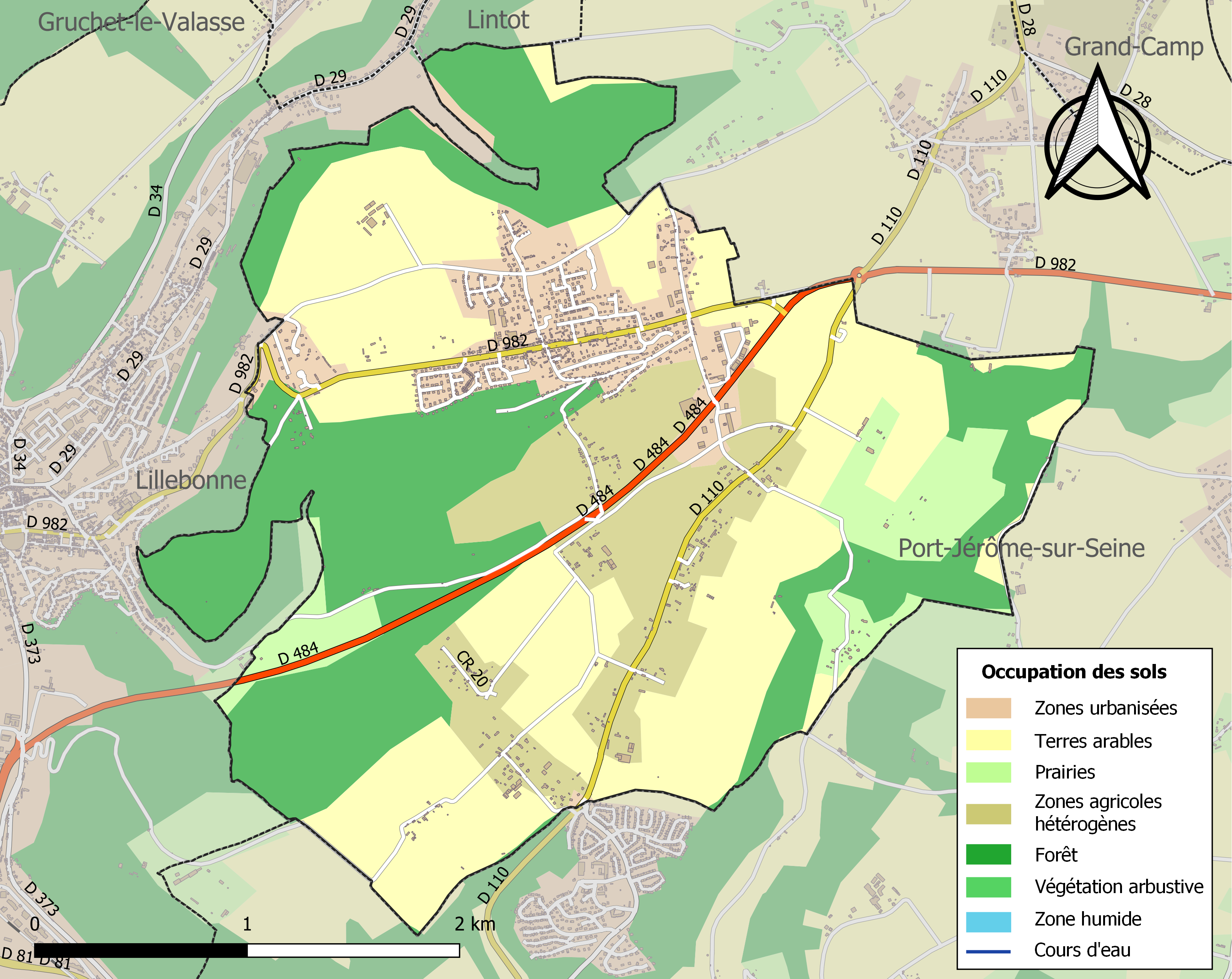
Carte des infrastructures et de l'occupation des sols de la commune en 2018 (CLC).

## Toponymie
Le nom de la localité est attesté sous les formes Fraxineta vers 1240, La Frenaye en 1793, La  Frénaye en 1801.

## Histoire
(novembre 2024).
Si vous disposez d'ouvrages ou d'articles de référence ou si vous connaissez des sites web de qualité traitant du thème abordé ici, merci de compléter l'article en donnant les références utiles à sa vérifiabilité et en les liant à la section « Notes et références ».
Ce village se trouve sur une ancienne voie romaine qui va de Juliobona (Lillebonne) à Rotomagus(Rouen). Une autre voie romaine reliant Breviodurum (peut-être Brionne) à Mediolanum Aulercorum (Évreux), traverse également La Frénaye.
Une légende raconte que Jules César, le vainqueur des Gaules  aurait reçu un message lui annonçant que la ville la plus proche, « Juliobona » venait d’être submergée et détruite par un tremblement de terre. Ne voulant croire en un tel désastre, il enfonça son bâton de commandement dans le sol en criant : « Si cela est vrai, qu’ici au lieu du bâton pousse un frêne ! », mais ceci reste une légende inventée tardivement, tout comme les différents camps de César, en outre, le nom de La Frénaye est d'un type médiéval tardif cf. supra (toponymie).
La période gallo-romaine est souvent évoquée dans l’histoire de notre région, de nombreux vestiges ont été retrouvés des fouilles ont mis au jour les fondations de deux postes militaires protégeant les voies romaines.
Une ferme encore exploitée à ce jour, porte le nom de ferme de la Lionnière, cette ferme reliée par un tunnel au théâtre antique de Juliabona aurait été utilisée pour y garder les lions ou autres animaux sauvages présentés lors des fêtes organisées dans cet amphithéâtre.
La période révolutionnaire et les événements de 1789 n’ont laissé que peu de trace, et de la réaction des Frenaysiens aux événements parisiens du 14 juillet, il ne reste pas de témoignage direct. L'abolition de la royauté à Paris le 21 septembre 1792. À La Frenaye, la première trace perfectible du changement de régime est l’inscription nouvelle dans le registre des délibérations du conseil général de la commune :
« Ce jourd’huy dimanche septième jour d’octobre mil sept cent quatre-vingt-douze, l’an 1er de la République[citation nécessaire] »
Le 1er août 1914 verra la mobilisation de 60 pères de familles et de jeunes gens, trente furent tués et cinq portés disparus.
En 1939, les soldats sont mobilisés, en 1940 l’exode des Frenaysiens atteint son maximum, les rumeurs sur les exactions allemandes les effraient. Durant cette période de nombreux soldats frenaysiens furent emprisonnés en Allemagne ou furent réquisitionnés pour le Service du travail obligatoire (STO). Durant la nuit du 7 au 8 août 1944, un bombardier Lancaster de la Royal Air Force s'est écrasé sur le territoire de la commune. Trois aviateurs britanniques ont trouvé la mort et reposent dans le cimetière de la Frénaye.
Vers le 30 août 1944, les Allemands ont quitté La Frénaye.

## Politique et administration

### Résultats électoraux récents
| Scrutin             | 1er tour | 1er tour | 1er tour | 1er tour | 1er tour | 1er tour | 1er tour | 1er tour | 1er tour | 1er tour | 1er tour | 1er tour | 2d tour     | 2d tour     | 2d tour     | 2d tour     | 2d tour     | 2d tour     | 2d tour     | 2d tour     | 2d tour     |
| Scrutin             | 1er      | 1er      | %        | 2e       | 2e       | %        | 3e       | 3e       | %        | 4e       | 4e       | %        | 1er         | 1er         | %           | 2e          | 2e          | %           | 3e          | 3e          | %           |
| ------------------- | -------- | -------- | -------- | -------- | -------- | -------- | -------- | -------- | -------- | -------- | -------- | -------- | ----------- | ----------- | ----------- | ----------- | ----------- | ----------- | ----------- | ----------- | ----------- |
| Présidentielle 2007 |          | UMP      | 31,46    |          | PS       | 22,82    |          | UDF      | 19,27    |          | FN       | 10,63    |             | UMP         | 53,39       |             | PS          | 46,61       | Pas de 3e   | Pas de 3e   | Pas de 3e   |
| Européennes 2009    |          | UMP      | 28,31    |          | PS       | 19,74    |          | EELV     | 9,87     |          | MoDem    | 8,75     | Tour unique | Tour unique | Tour unique | Tour unique | Tour unique | Tour unique | Tour unique | Tour unique | Tour unique |
| Régionales 2010     |          | PS       | 38,8     |          | UMP      | 25       |          | FN       | 10,38    |          | EELV     | 8,33     |             | PS-EELV-FG  | 55,08       |             | UMP         | 32,82       |             | FN          | 12,1        |
| Présidentielle 2012 |          | PS       | 27,25    |          | UMP      | 24,9     |          | FN       | 19,38    |          | FG       | 12,33    |             | PS          | 53,12       |             | UMP         | 46,88       | Pas de 3e   | Pas de 3e   | Pas de 3e   |
| Européennes 2014    |          | FN       | 33,56    |          | UMP      | 20,24    |          | PS       | 13,32    |          | MoDem    | 7,25     | Tour unique | Tour unique | Tour unique | Tour unique | Tour unique | Tour unique | Tour unique | Tour unique | Tour unique |
| Régionales 2015     |          | FN       | 30,36    |          | PS       | 29,01    |          | UDI-UMP  | 25,51    |          | FG       | 5,53     |             | PS-EELV-FG  | 39,76       |             | UDI-UMP     | 33,44       |             | FN          | 26,8        |
| Présidentielle 2017 |          | FN       | 26,71    |          | EM       | 22,08    |          | LR       | 18,51    |          | LFI      | 18,44    |             | LREM        | 56,13       |             | FN          | 43,87       | Pas de 3e   | Pas de 3e   | Pas de 3e   |
| Européennes 2019    |          | RN       | 30,93    |          | LREM     | 20,75    |          | EELV     | 8,89     |          | PP-PS    | 7,35     | Tour unique | Tour unique | Tour unique | Tour unique | Tour unique | Tour unique | Tour unique | Tour unique | Tour unique |

### Liste des maires
| Période   | Période                    | Identité               | Étiquette | Qualité               |
| --------- | -------------------------- | ---------------------- | --------- | --------------------- |
| 1790      |                            | Pierre Filleul         |           |                       |
| 1790      | 1792                       | Jean-Baptiste Becquet  |           |                       |
| 1792      | 1795                       | Charles Leduc          |           |                       |
|           |                            | Philippe Tocqueville   |           |                       |
| 1804      | 1808                       | Jean-Baptiste Becquet  |           |                       |
| 1808      | 1813                       | Pierre Séry            |           |                       |
| 1813      | 1824                       | Pierre Filleul         |           |                       |
| 1824      | 1829                       | Guillaume Pichot       |           |                       |
| 1829      | 1859                       | Pierre Adrien Séry     |           |                       |
| 1860      | 1862                       | Scévola Fleury         |           |                       |
| 1862      | 1873                       | Georges Édouard Fleury |           |                       |
| 1874      | 1881                       | Edmond Séry            |           |                       |
| 1881      | 1882                       | Placide Marette        |           |                       |
| 1882      | 1895                       | Edmond Séry            |           |                       |
| 1895      | 1911                       | Raoul Séry             |           |                       |
| 1911      | 1916                       | Gaston Chantillon      |           |                       |
| 1916      | 1929                       | Henri Gaillard         |           |                       |
| 1929      | 1941                       | Jules Dodelin          |           |                       |
| 1941      | 1957                       | Gaston Savalle         |           |                       |
| 1957      | 1958                       | René Martin            |           |                       |
| 1958      | 1960                       | Émile Lelièvre         |           |                       |
| 1960      | 1977                       | Jean Martin            |           |                       |
| 1977      | mai 2020                   | M. Dominique Annetta   |           | Ingénieur chimiste    |
| mai 2020, | En cours (au 10 août 2020) | Christophe Tétrel      |           | Retraité d’ExxonMobil |

## Population et société

### Démographie

#### Évolution démographique
L'évolution du nombre d'habitants est connue à travers les recensements de la population effectués dans la commune depuis 1793. Pour les communes de moins de 10 000 habitants, une enquête de recensement portant sur toute la population est réalisée tous les cinq ans, les populations de référence des années intermédiaires étant quant à elles estimées par interpolation ou extrapolation. Pour la commune, le premier recensement exhaustif entrant dans le cadre du nouveau dispositif a été réalisé en 2004.

En 2022, la commune comptait 2 079 habitants, en évolution de −3,66 % par rapport à 2016 (Seine-Maritime : +0,35 %, France hors Mayotte : +2,11 %).
| 1793 | 1800 | 1806 | 1821 | 1831 | 1836 | 1841 | 1846 | 1851 |
| ---- | ---- | ---- | ---- | ---- | ---- | ---- | ---- | ---- |
| 616  | 633  | 621  | 624  | 672  | 710  | 700  | 700  | 765  |

| 1856 | 1861 | 1866 | 1872 | 1876 | 1881 | 1886 | 1891 | 1896 |
| ---- | ---- | ---- | ---- | ---- | ---- | ---- | ---- | ---- |
| 806  | 809  | 818  | 768  | 820  | 861  | 878  | 872  | 835  |

| 1901 | 1906 | 1911 | 1921 | 1926 | 1931 | 1936 | 1946 | 1954 |
| ---- | ---- | ---- | ---- | ---- | ---- | ---- | ---- | ---- |
| 780  | 715  | 692  | 598  | 577  | 533  | 605  | 630  | 672  |

| 1962 | 1968 | 1975  | 1982  | 1990  | 1999  | 2004  | 2006  | 2009  |
| ---- | ---- | ----- | ----- | ----- | ----- | ----- | ----- | ----- |
| 683  | 709  | 1 080 | 1 210 | 1 536 | 1 566 | 1 690 | 1 695 | 1 940 |

| 2014  | 2019  | 2022  | - | - | - | - | - | - |
| ----- | ----- | ----- | - | - | - | - | - | - |
| 2 107 | 2 093 | 2 079 | - | - | - | - | - | - |

#### Pyramide des âges
En 2018, le taux de personnes d'un âge inférieur à 30 ans s'élève à 34,6 %, soit en dessous de la moyenne départementale (36,5 %). À l'inverse, le taux de personnes d'âge supérieur à 60 ans est de 26,5 % la même année, alors qu'il est de 26,0 % au niveau départemental.
En 2018, la commune comptait 1 040 hommes pour 1 074 femmes, soit un taux de 50,80 % de femmes, légèrement inférieur au taux départemental (51,90 %).
Les pyramides des âges de la commune et du département s'établissent comme suit.
| Hommes | Classe d’âge | Femmes |
| ------ | ------------ | ------ |
| 0,1    | 90 ou +      | 1,0    |
| 8,3    | 75-89 ans    | 8,4    |
| 16,9   | 60-74 ans    | 18,3   |
| 21,2   | 45-59 ans    | 20,3   |
| 18,1   | 30-44 ans    | 18,2   |
| 13,6   | 15-29 ans    | 13,8   |
| 21,8   | 0-14 ans     | 19,9   |

| Hommes | Classe d’âge | Femmes |
| ------ | ------------ | ------ |
| 0,7    | 90 ou +      | 1,8    |
| 6,7    | 75-89 ans    | 9,6    |
| 16,7   | 60-74 ans    | 18     |
| 19,4   | 45-59 ans    | 19     |
| 18,5   | 30-44 ans    | 17,5   |
| 19,2   | 15-29 ans    | 17,4   |
| 18,9   | 0-14 ans     | 16,7   |

### Sports
La Frénaye accueille la finale  de la coupe de France d'auto-cross (vallon de Fontaineval).
La Frénaye compte de nombreuses associations sportives :
- A.S.FR. : football
- C.L.B.F : badminton 
- L.F.Cyclo : vélo
- T.C.F. : tennis
- XOCHIQUETZAL : danse
- ACIF : cross intervillages des écoles
- Le souffle du Tao frenaysien : art martiaux 
- Gym volontaire 
- Judo club 
- Club de pétanque 
- Golf

## Culture locale et patrimoine

### Lieux et monuments
- L’église Saint-Jacques-le-Majeur, seul monument historique[26], date du XVIe siècle, en 1863 une souscription est lancée pour acquérir une nouvelle cloche, celle-ci pèse 932 kg, avec un battant de 385 kg.

Trois vitraux réalisés d'après les cartons du peintre Georges Mirianon évoquent la vie de Jeanne d'Arc.
Dans cette église, on peut trouver quelques statues monuments historiques :
- saint Sébastien, statue en bois du début du XVIIe siècle ;
- sainte Barbe, statue en pierre avec des traces de polychromie début du XVe siècle ;
- le Christ à l’ancre du XVIIe siècle.
- Au cimetière, une statue de l'Immaculée Conception.

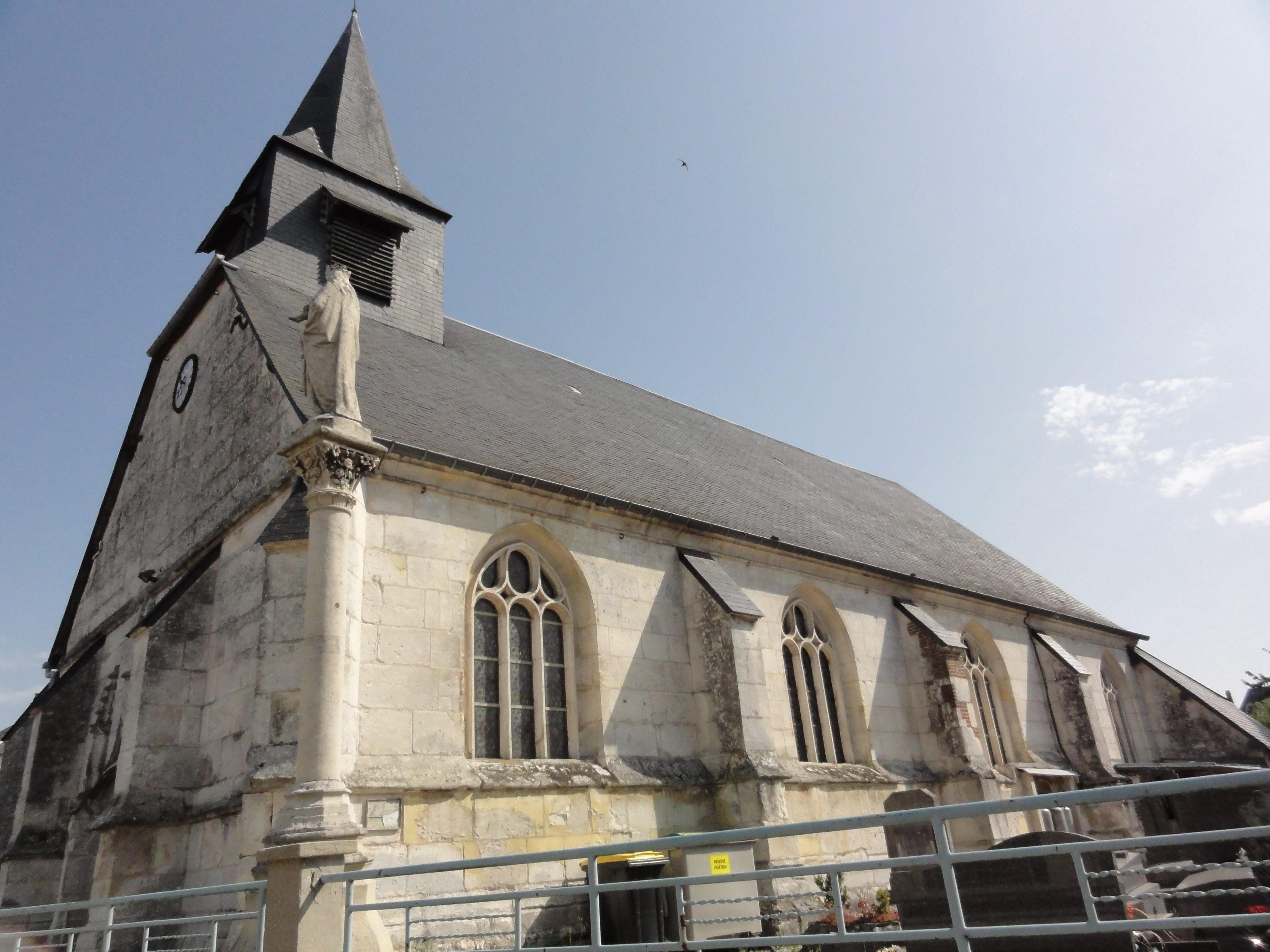
Église Saint-Jacques-le-Majeur.
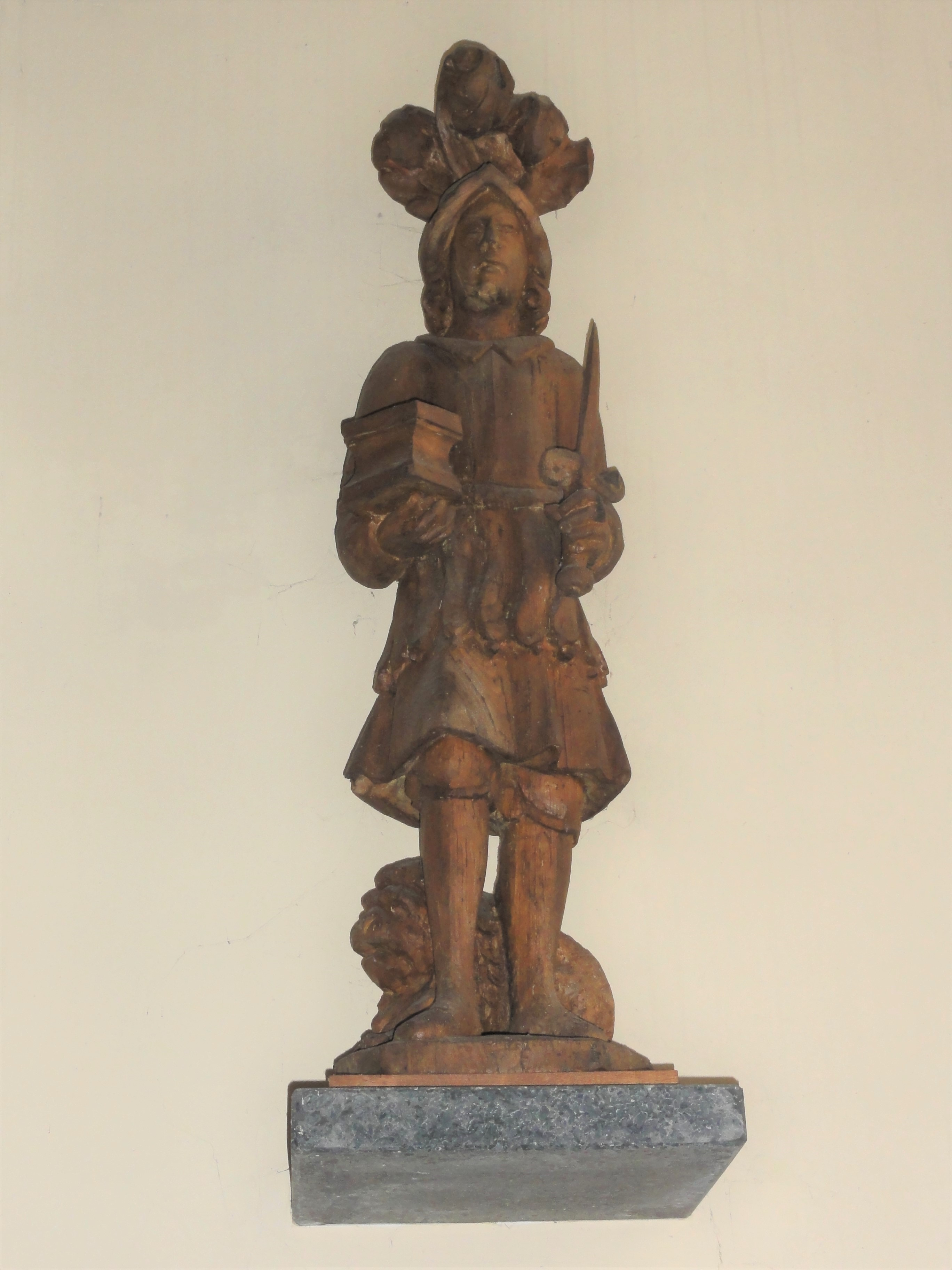
Statue de Saint Adrien.
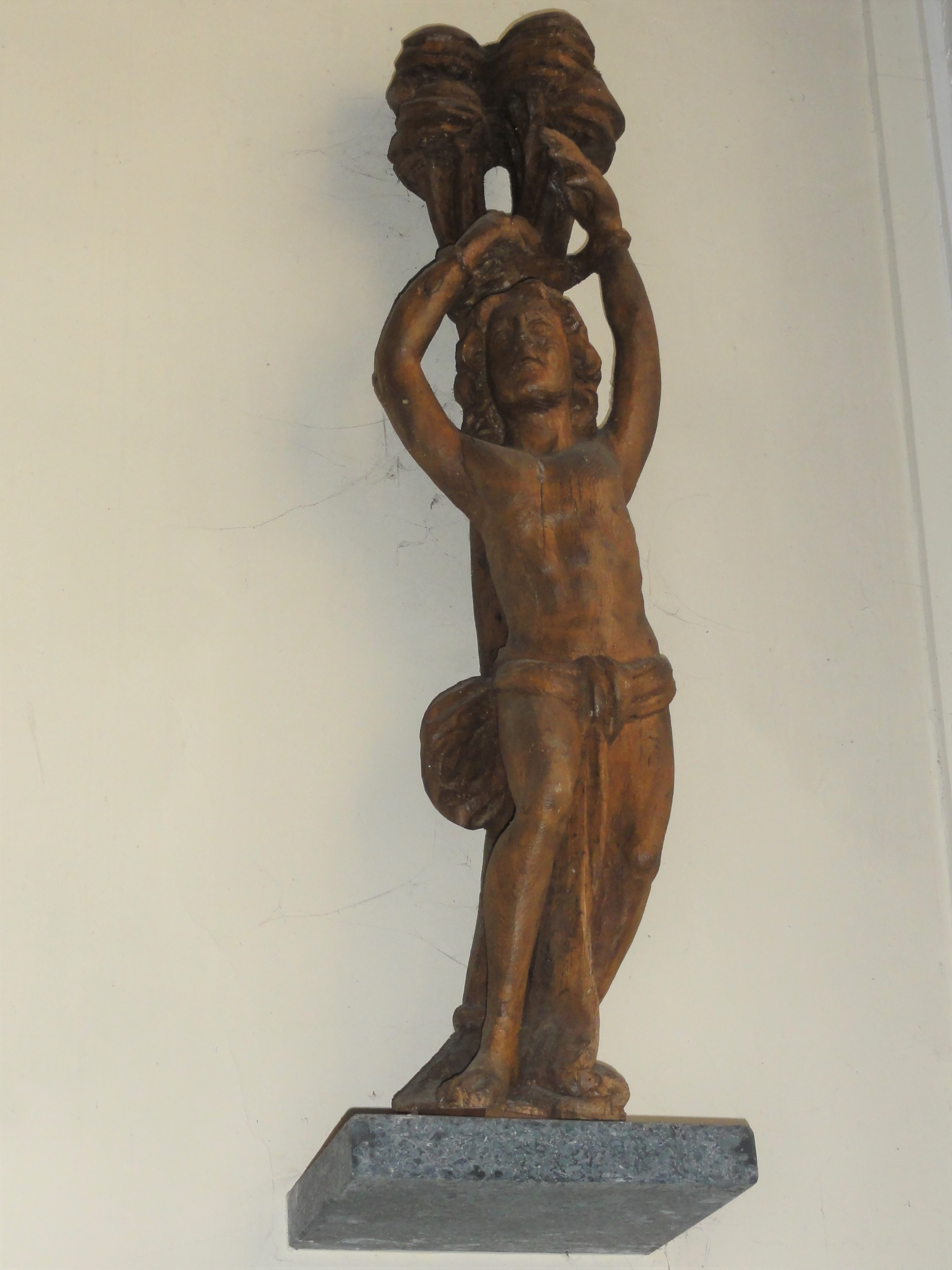
Statue de Saint Sébastien.
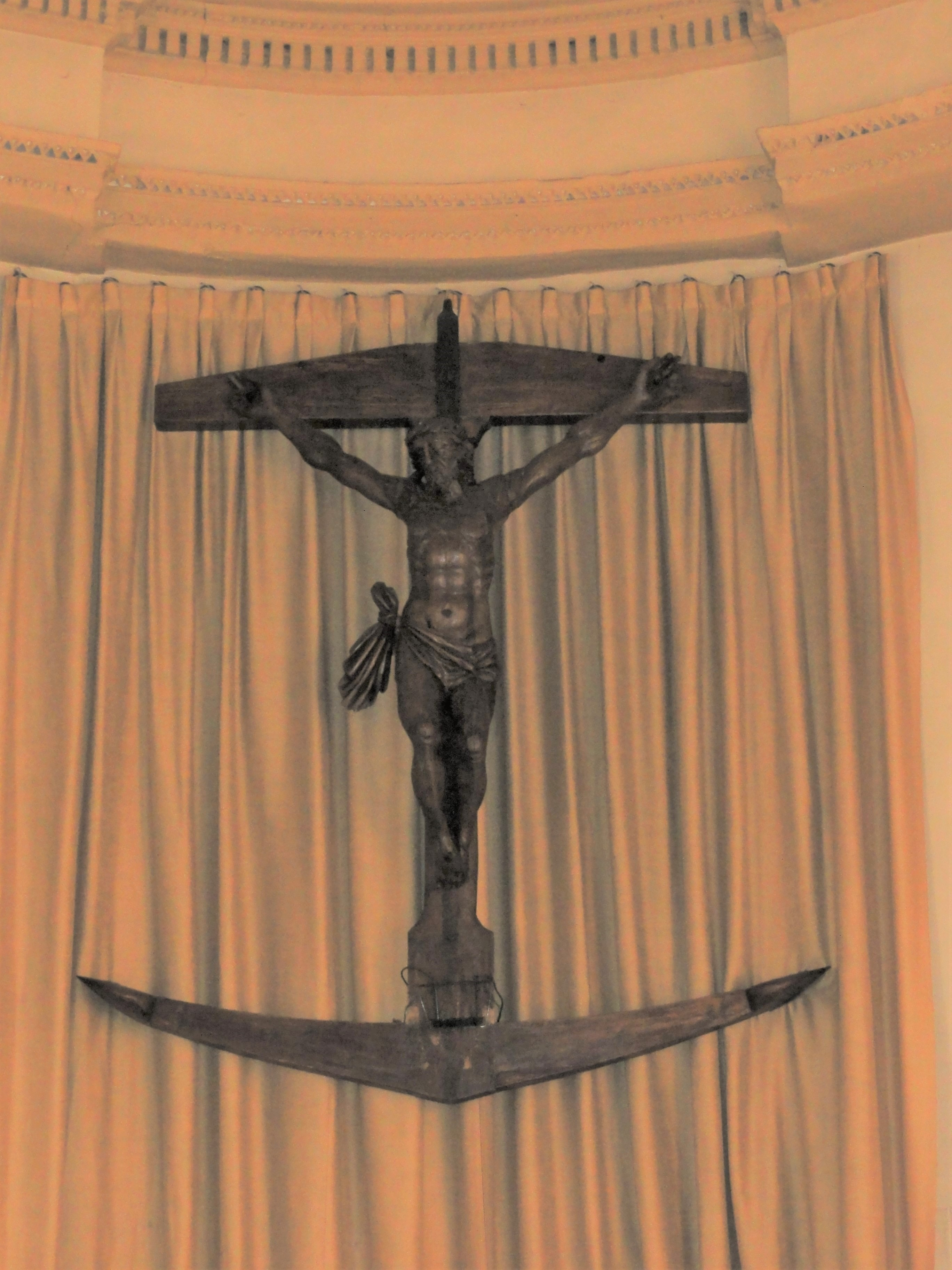
Statue du Crist à l'ancre.
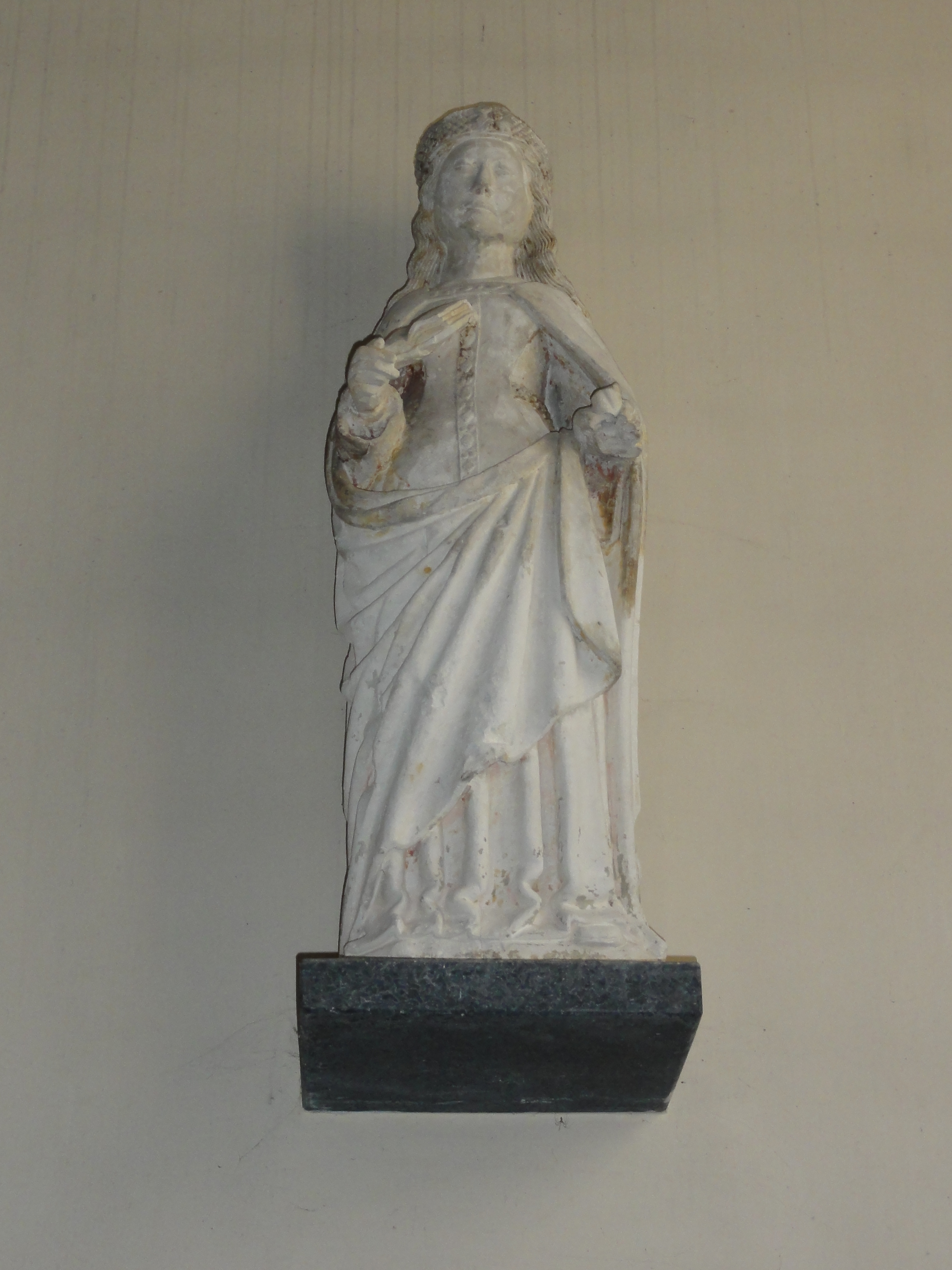
Statue de Saint Anne.
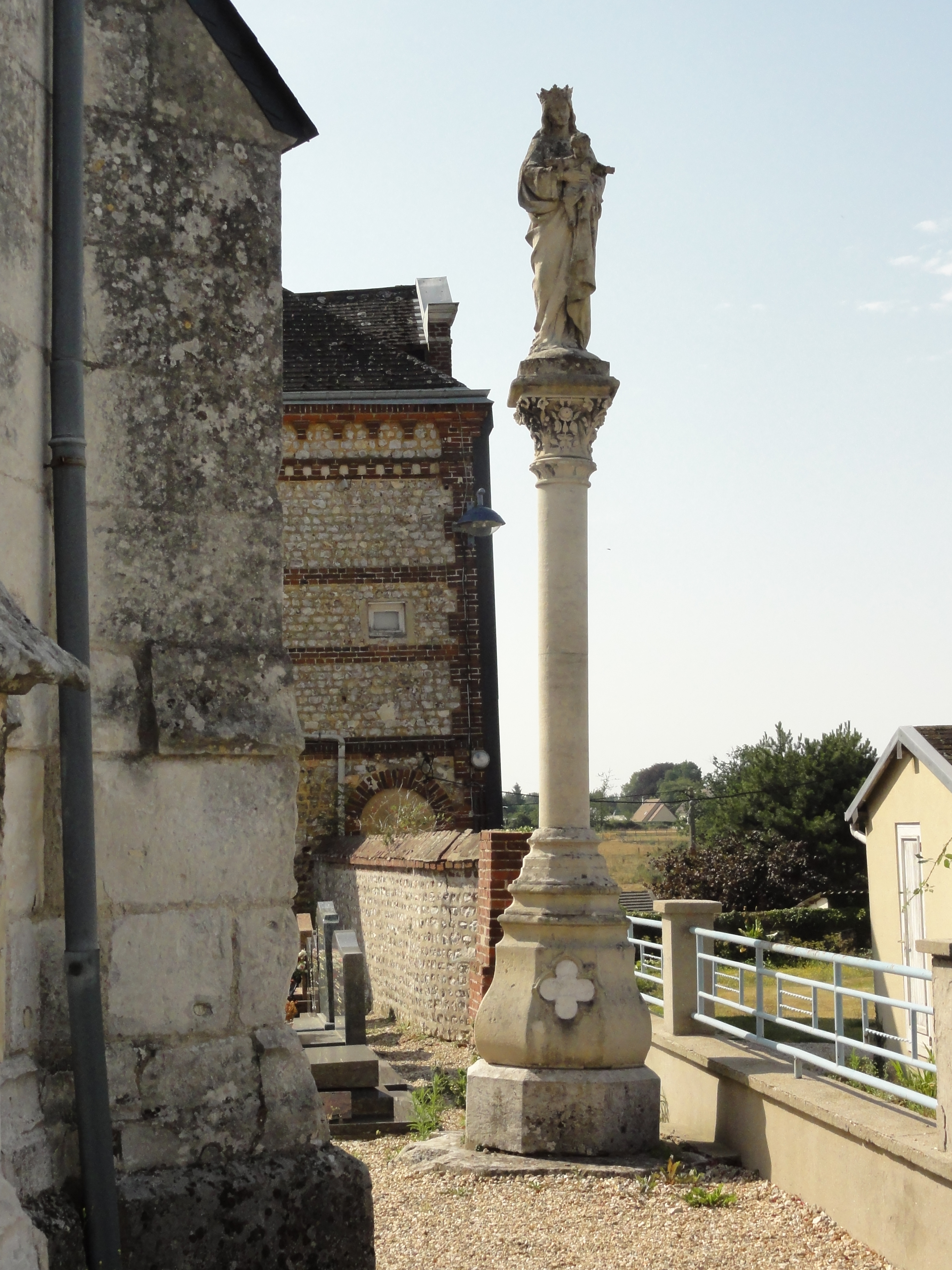
Cimetière, statue de l'Immaculée Conception.

- Trois mémoriaux de guerre: le mémorial des morts pour la France dans l'église, le monument aux morts communal et le mémorial de la bataille de Normandie, août 1944.

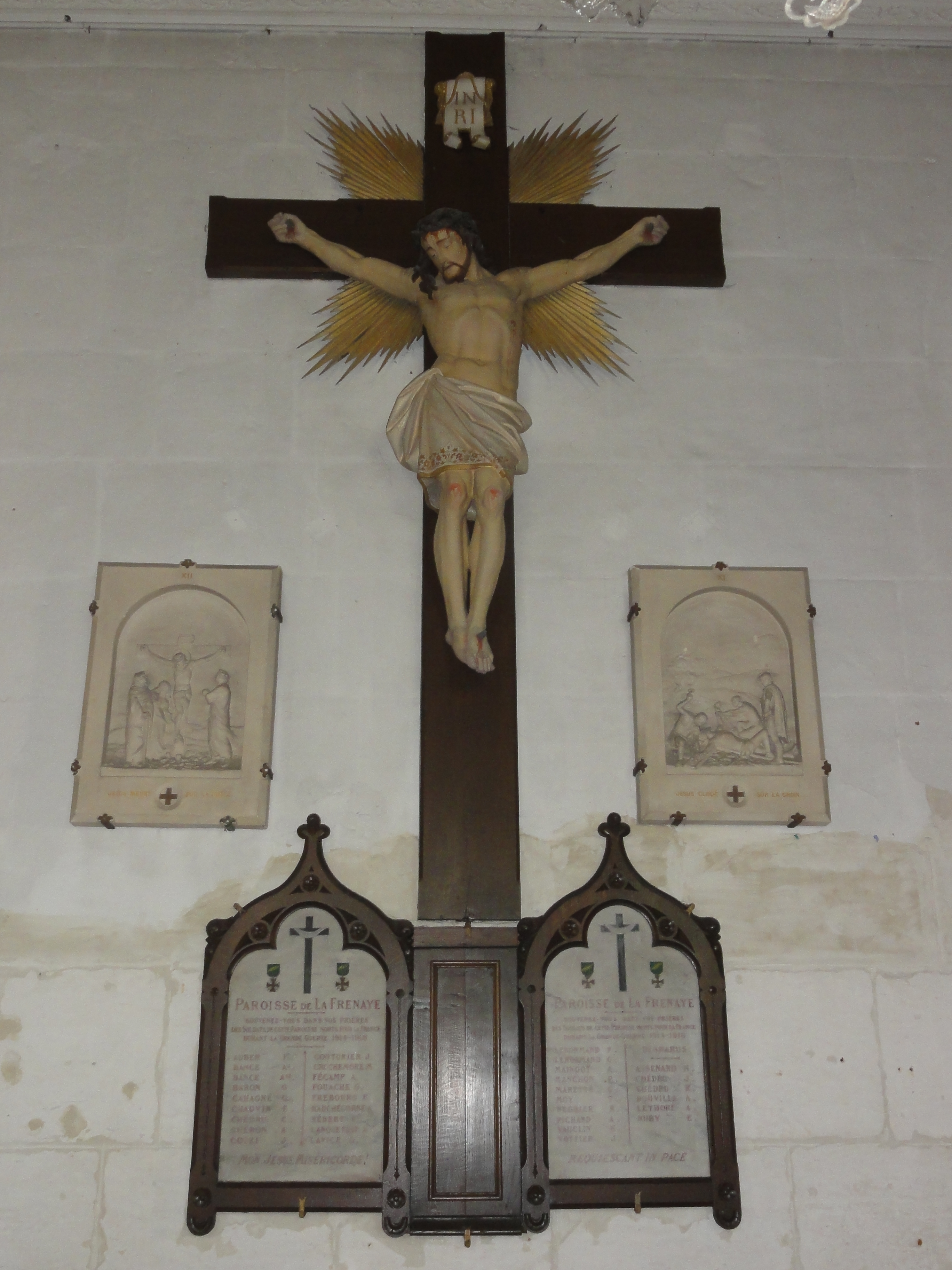
Mémorial des morts pour la France dans l'église.
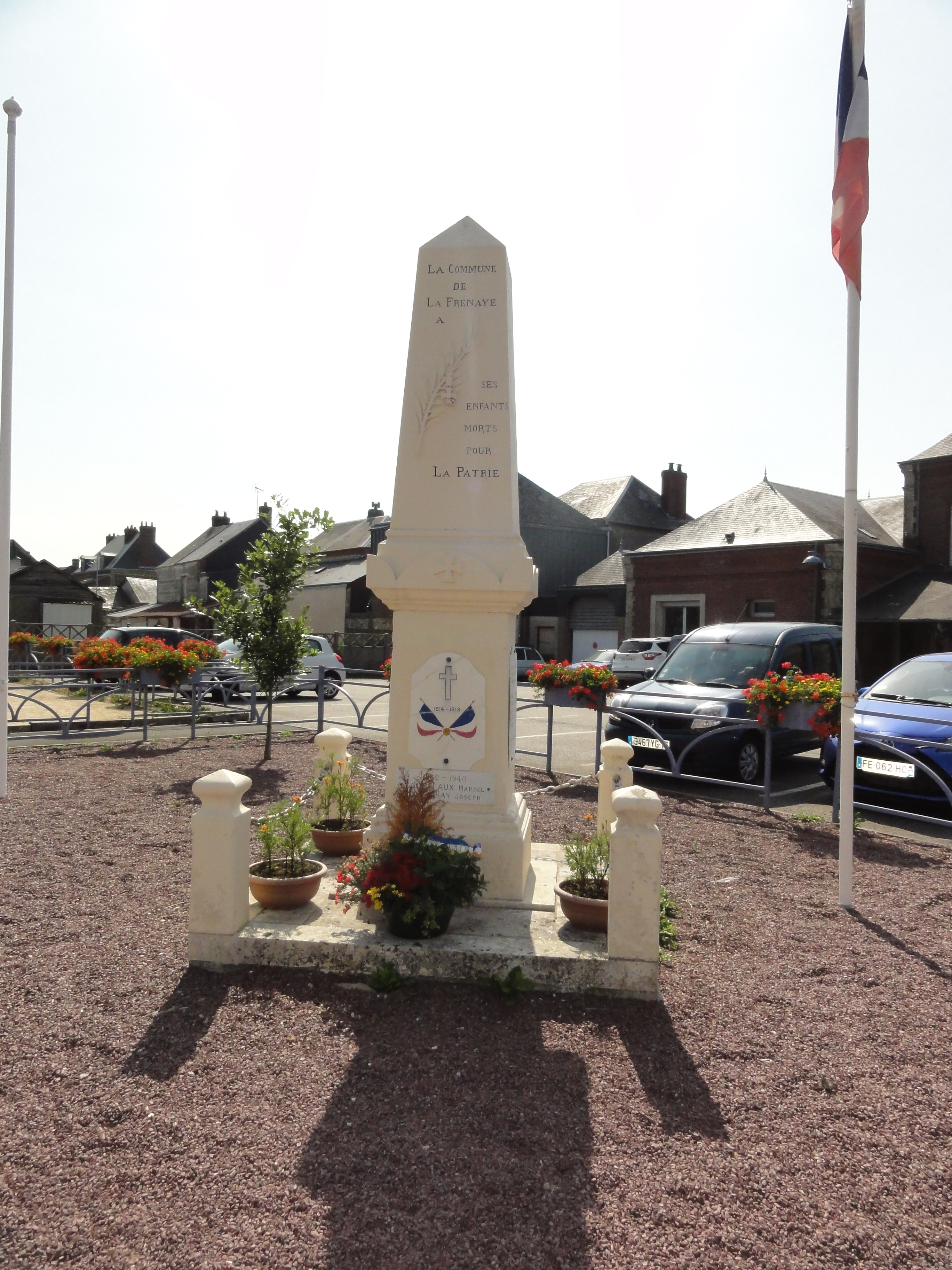
Monument aux morts.
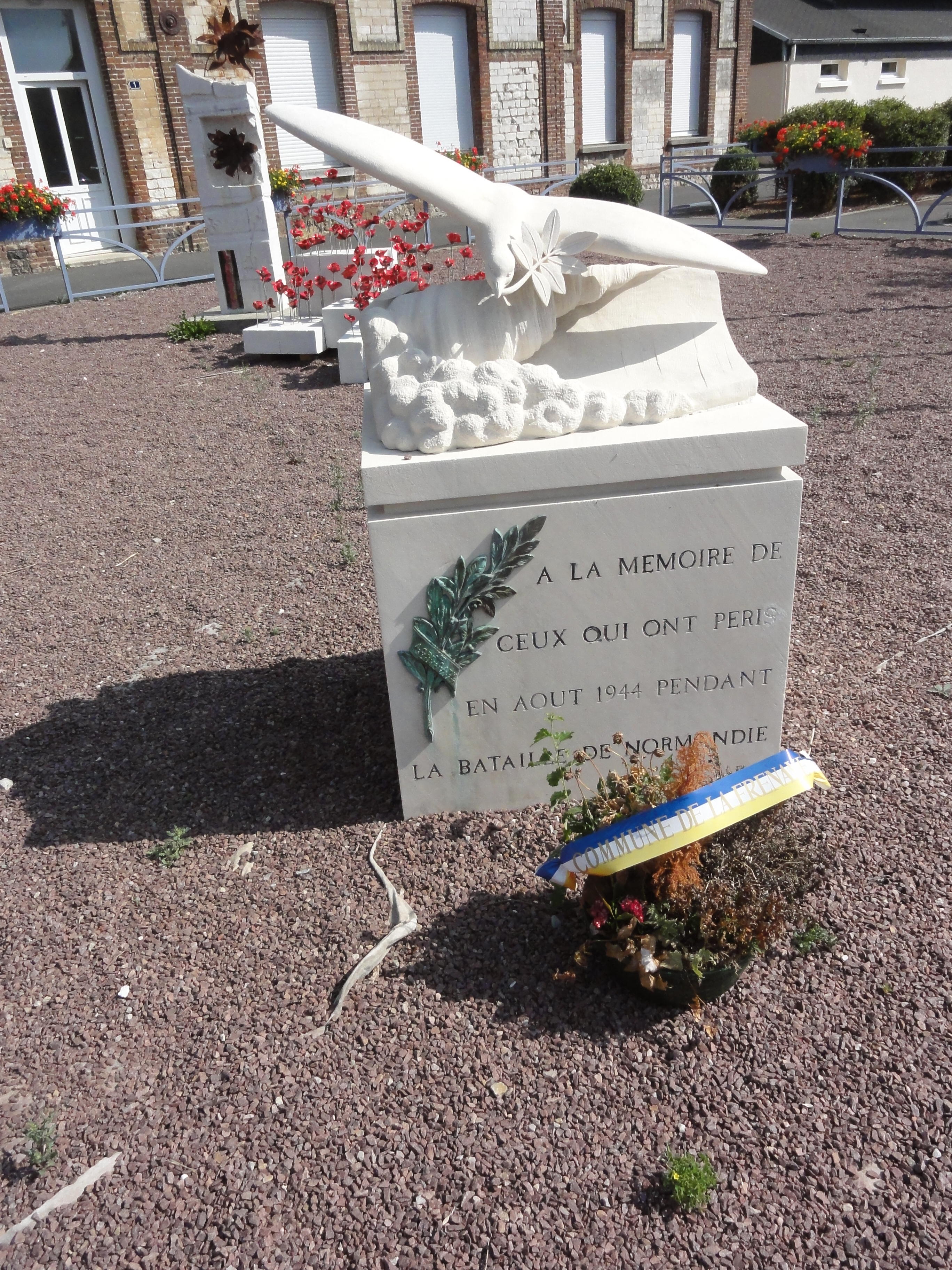
Mémorial de la bataille de Normandie, août 1944.

### Personnalités liées à la commune
- Bertrand Cantat de Noir Désir a vécu à La Frénaye quand il était très jeune.

### Héraldique
| Armes de La Frénaye | Les armes de la commune de La Frénaye se blasonnent ainsi : D'argent à l’esquisse du Pays de Caux, accompagné d’une ombre de mouette contournée en vol et brochant, le tout d’azur ; au chef de gueules chargé de deux léopards d’or, accostés de deux branches de frêne de sinople, celle de dextre posée en bande, celle de senestre posée en barre. Les deux léopards d'or sur champ de gueules rappellent les armes de la Normandie. |